# Christoph Schönborn
Christoph Maria Michael Hugo Damian Peter Adalbert Schönborn, född 22 januari 1945, är en österrikisk dominikanermunk, kardinal och ordförande för den österrikiska biskopskonferensen 1998–2020. Han var ärkebiskop av Wien 1995–2025 och ansågs vara papabile vid konklaven 2005.
Schönborn prästvigdes 1970. Påve Johannes Paulus II utsåg Schönborn den 21 februari 1998 till kardinalpräst med Gesù Divin Lavoratore som titelkyrka.
År 1999 utnämndes han till hedersdoktor vid Karlsuniversitetet i Prag.